# Verlagsbuchhandel

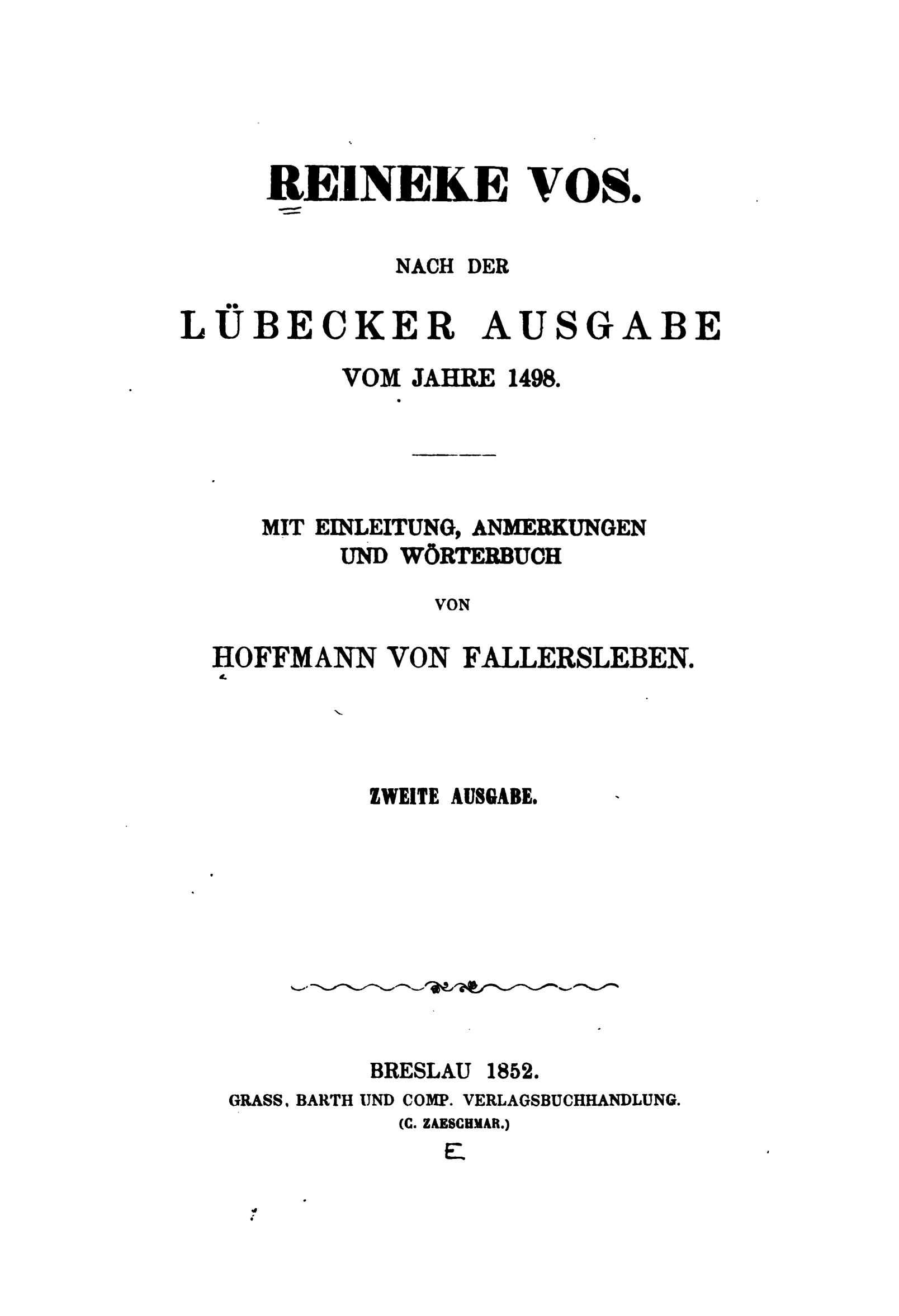
Schmutztitel von 1852: Verlagsbuchhandlung Grass, Barth & Co.

Verlagsbuchhandel bezeichnet die Einheit eines Buchgeschäftes mit einem Verlag. Meist wird der Verlagsbuchhändler kurz Verleger genannt.
Frühe Buchdrucker und Buchverleger wie Johannes Fust, Peter Schöffer und Konrad Henckis erkannten den Wert der Messe für den Buchhandel nach Nordeuropa und nach Paris und wurden zu Wegbereitern der Frankfurter Buchmesse. Der Verlagsbuchhandel löste den Handschriftenhandel ab.